# Lepidobolus deserti
Lepidobolus deserti är en gräsväxtart som beskrevs av Ernest Friedrich Gilg, Friedrich Ludwig Diels och George August Pritzel. Lepidobolus deserti ingår i släktet Lepidobolus och familjen Restionaceae. Inga underarter finns listade i Catalogue of Life.